# Application sous-linéaire

Illustration de la fonction

Soit {\displaystyle V} un espace vectoriel sur ℝ. On dit qu'une application {\displaystyle s\,\colon \,V\to \mathbb {R} \cup \{+\infty \}} est sous-linéaire lorsque :
- pour tous vecteurs {\displaystyle x} et {\displaystyle y} de {\displaystyle V}, {\displaystyle s(x+y)\leq s(x)+s(y)} (on dit que {\displaystyle s} est sous-additive),
- pour tout vecteur {\displaystyle x} et tout {\displaystyle \lambda \geq 0}, {\displaystyle s(\lambda x)=\lambda \,s(x)}[2] (on dit que {\displaystyle s} est positivement homogène[3]).

Une application sous-linéaire est aussi dénommée pseudo-jauge en analyse fonctionnelle.
Les applications sous-linéaires sont convexes.
Comme exemples d'applications sous-linéaires, citons les semi-normes ou, plus généralement, toute jauge d'un convexe contenant l'origine. Une jauge est une pseudo-jauge à valeurs positives.